# Cardabia
Cardabia is een geslacht van uitgestorven zee-egels uit de familie Corystusidae.

## Soorten
- Cardabia bullarensis Foster & Philip, 1978 † Vroeg-Tertiair (Paleoceen) van West-Australië.